# 셔크

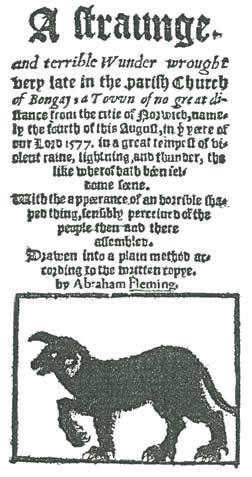
1577년 당시 기록의 속표지.

셔크(Shuck)는 이스트앵글리아의 해안가와 전원지대를 배회한다는 검둥개의 이름이다.  노포크, 서포크, 케임브리지셔, 에섹스에 전승된다.
"셔크"라는 이름의 어원은 악령을 뜻하는 앵글로색슨어 단어 "스쿠카"(scucca) 또는 "털이 많은"이라는 뜻의 "섀기"(shaggy)의 지역 방언에서 유래했을 것으로 생각된다.
셔크는 브리튼 제도에 걸쳐 전승되는 여러 검둥개들 중 하나이다. 때로는 죽음의 징조라고도 하고, 때로는 보다 우호적인 동물이라고도 한다. 그 외모에 대한 묘사는 기록마다 제각각이다. 1877년, 월터 라이는 셔크를 일러 “우리 지역의 귀신들 중 가장 흥미로운 존재로, 같은 동물의 변종이었음에 틀림없다”고 썼다.
1577년 블라이스버와 벙기에 출현했다고 주장된다. 이 목격담은 셔크에 대한 기록들 중 특히 유명한 것으로, 불길한 검둥개의 이미지는 지역 일대의 도상학 연구의 일부가 되었고, 여러 대중문화에도 등장하였다.

## 같이 보기
- 바게스트
- 검둥개